# Tableta digitalizadora

Gráfico representativo de una tableta digitalizadora.

Una tableta digitalizadora o tableta gráfica es un periférico que permite al usuario introducir gráficos o dibujos a mano, tal como lo haría con lápiz y papel. También permite apuntar y señalar los objetos que se encuentran en la pantalla.
Consiste en una superficie plana sobre la que el usuario puede dibujar una imagen utilizando el estilete (lapicero) que viene junto a la tableta. La imagen no aparece en la tableta sino que se muestra en la pantalla de la computadora.
Algunas tabletas digitalizadoras están diseñadas para ser utilizadas reemplazando al ratón como el dispositivo apuntador principal. 

## Historia y origen
El primer dispositivo de escritura electrónica fue el Teleautografo, patentado por Elisha Gray en 1888.
La primera tableta gráfica parecida a la tableta contemporánea y usada para el reconocimiento de escritura a mano por un ordenador fue la Stylator en 1957.  Más conocida (y a veces confundida como la primera tableta digitalizadora) fue la tableta RAND, también conocida como la Grafacon (por Graphic Converter), introducida en 1964. La tableta RAND tenía una cuadrícula de cables por debajo del pad que codificaban coordenadas horizontales y verticales en una pequeña señal magnética. El stylus recibiría la señal magnética, la cual entonces podría ser descodificada como información de las coordenadas.
La tableta acústica o tableta de bujías, usaba un punzón que generaba clics con una bujía. Los clics eran triangulados por una serie de micrófonos para localizar el lápiz en el espacio. Este sistema era bastante complejo y caro, y los sensores eran susceptibles a las interferencias por sonidos externos.
La primera tableta gráfica de uso en el hogar fue la KoalaPad. Aunque originalmente diseñada para el Apple II, la Koala eventualmente amplió su aplicabilidad a prácticamente todas las computadoras domésticas con soporte de gráficos, ejemplos los cuales incluyen el TRS-80 Color Computer, Commodore 64 y la familia Atari-8 bit.
Eventualmente, tabletas fueron creadas por otras compañías para formar parte de la competencia; las tabletas producidas por Atari eran generalmente consideradas de alta calidad.

### Tabletas pasivas
Las tabletas pasivas, fabricadas por Wacom, hacen uso de inducción electromagnética, donde la malla de alambres horizontal y vertical de la tableta operan tanto transmitiendo la señal como recibiéndola. Este cambio se efectúa aproximadamente cada 20 microsegundos. La tableta digitalizadora genera una señal electromagnética, que es recibida por el circuito resonante que se encuentra en el lápiz. Cuando la tableta cambia a modo de recepción, lee la señal generada por el lapicero; esta información, además de las coordenadas en que se encuentra puede incluir información sobre la presión, botones en el lápiz o el ángulo en algunas tabletas. (El lapicero incluye un circuito en su interior que proporciona esta información). Usando la señal electromagnética, la tableta puede localizar la posición del estilete sin que éste llegue a tocar la superficie. El lapicero no se alimenta con pilas sino que la energía se la suministra la rejilla de la tableta por el acoplamiento de la resonancia. Esta tecnología está patentada por la empresa Wacom, que no permite que los competidores la utilicen.

### Tabletas activas
Las tabletas activas se diferencian de las anteriores en que el estilete contiene una batería o pila en su interior que genera y transmite la señal a la tableta. Por lo tanto son más grandes y pesan más que los anteriores. Por otra parte, eliminando la necesidad de alimentar al lápiz, la tableta puede escuchar la señal del lápiz constantemente, sin tener que alternar entre modo de recepción y transmisión constantemente, lo que conlleva un menor jitter.
Para las dos tecnologías, la tableta puede usar la señal recibida para determinar la distancia del estilete a la superficie de la tableta, el ángulo desde la vertical en que está posicionado el estilete y otra información (Por ejemplo: botones laterales del lápiz, borrador…)
Comparándolo con las pantallas táctiles, una tableta digitalizadora ofrece mayor precisión, la habilidad para seguir un objeto que no está tocando físicamente la superficie de la tableta y además puede obtener más información sobre el lapicero (ángulo, presión…). Las tabletas digitalizadoras por el contrario son más caras y únicamente se pueden usar con el estilete u otros accesorios que funcionan con un modelo concreto de la tableta digitalizadora.
Algunas tabletas, especialmente las más baratas o las que están diseñadas para niños, tienen conectado físicamente mediante un cable el estilete a la tableta, usando tecnología similar a las antiguas tabletas RAND, aunque este diseño no se usa en las tabletas normales.

## Accesorios

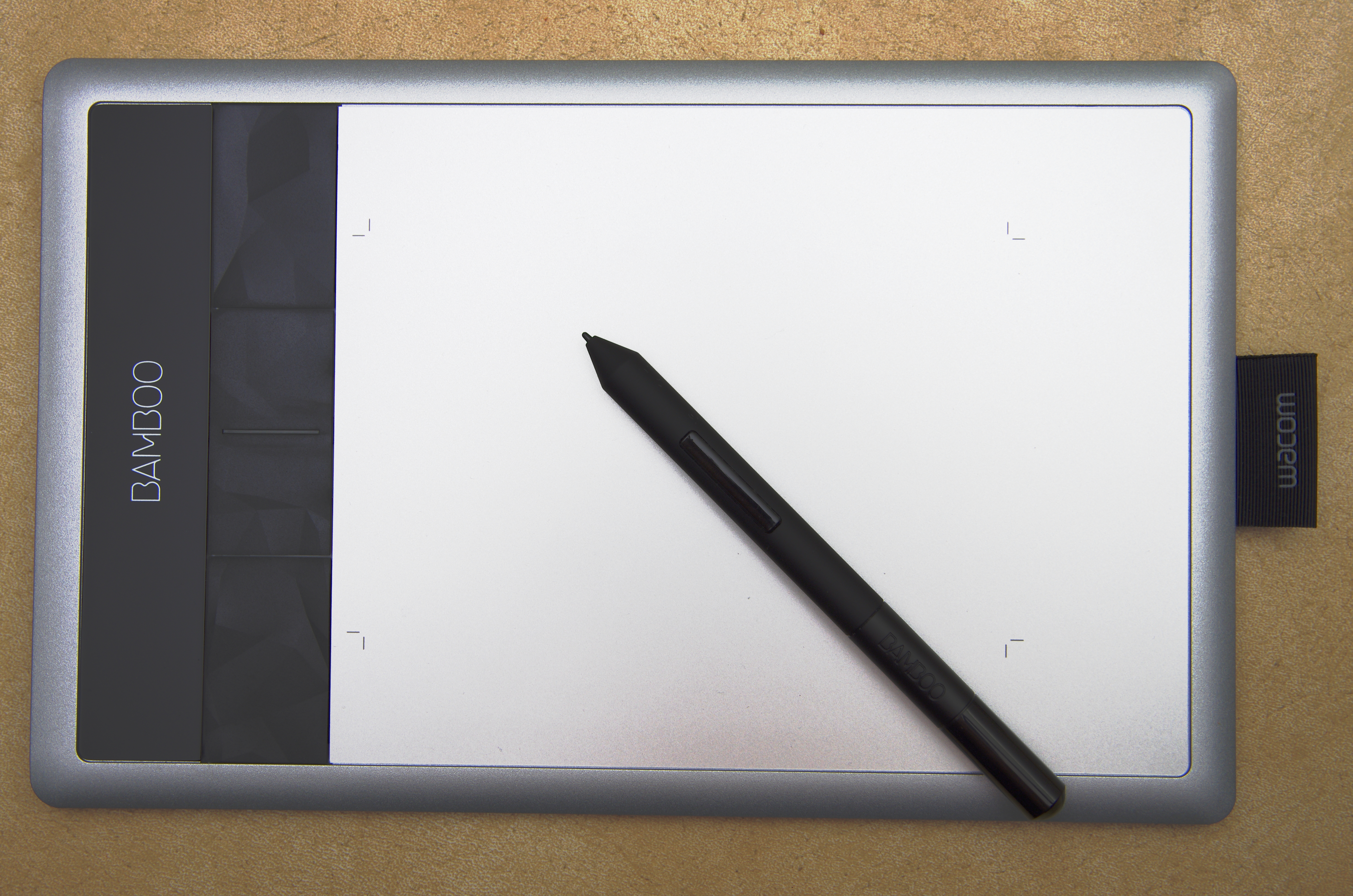
Tableta gráfica Wacom Bamboo Capture

Las tabletas digitalizadoras incorporan el estilete necesario para interactuar con la tableta, aunque pueden usarse accesorios adicionales, como ratones, aerógrafos,…  Los distintos accesorios transmiten a la tableta un número de serie único, permitiendo al software identificar si el usuario tiene varios dispositivos de entrada en la tableta y asignarles distintas propiedades a ellos (tipo de pincel, color, borrador,…) a cada uno.

### Borrador
Muchos estiletes modernos incorporan un borrador en la parte superior del lápiz, y un circuito eléctrico adicional que se usa cuando se utiliza el borrador, normalmente similar o idéntico al que se usa para la punta. El borrador también es sensible a la presión, de esta manera se pueden borrar algunas capas de color de la imagen según la presión aplicada, aunque se puede asignar otras funciones como borrar distintos pinceles u otras características.

### Ratón
A diferencia de los ratones utilizados habitualmente con la computadora, el ratón de la tableta digitalizadora puede ser utilizado en modo “absoluto”, donde la posición del cursor en pantalla se corresponde directamente con la localización física en la tableta; o en modo “relativo”, donde se mide el desplazamiento, no la posición absoluta. Los ratones de la tableta digitalizadora vienen equipados con botones y una o varias ruedas que pueden ser además sensibles a la presión como la punta del estilete. Algunas tabletas también pueden detectar la rotación del ratón respecto a la tableta, permitiendo a las aplicaciones usar esta información. También se usa de periférico de salida.

### Cursor
El cursor es como un ratón con la diferencia de que incluye, en la parte superior, una parte transparente de plástico con graduación similar a la de una regla para trazar diagramas. Además puede incluir varios botones (12 o más, dispuestos como los de un teléfono). No son tan comunes como los ratones o los estiletes, y solo están disponibles en algunas tabletas.

### Aerógrafo
Algunas tabletas vienen incorporadas con un estilete especializado en simular un aerógrafo, que incluye una rueda que simula el flujo de pintura, distintas formas del pulverizador y otras características de los aerógrafos reales. No son muy comunes excepto en configuraciones profesionales.

### Lápiz activo
Los lápices digitales o lápiz activo es un objeto con el cual vamos a poder escribir de manera directa en una tableta digitalizadora. El mismo está diseñado totalmente bajo componentes electrónicos. Las diferencia que existe de un lápiz activo a uno pasivo, consiste en que el pasivo no posee en ningún momento tecnología electrónica, mientras que el activo cuenta con esos elementos tan necesarios en el mundo del diseño como lo son: sensibilidad táctil, botones de entrada, etc.

### Pantalla
Un híbrido de tableta digitalizadora y pantalla (o híbrido tableta/LCD, Tableta LCD Monitor) es una tableta digitalizadora que incorpora un panel LCD en la tableta, permitiendo que el usuario dibuje directamente sobre la superficie del monitor. No debería ser confundido con las computadoras tipo Tableta PC.

## Usos

### Empleo general

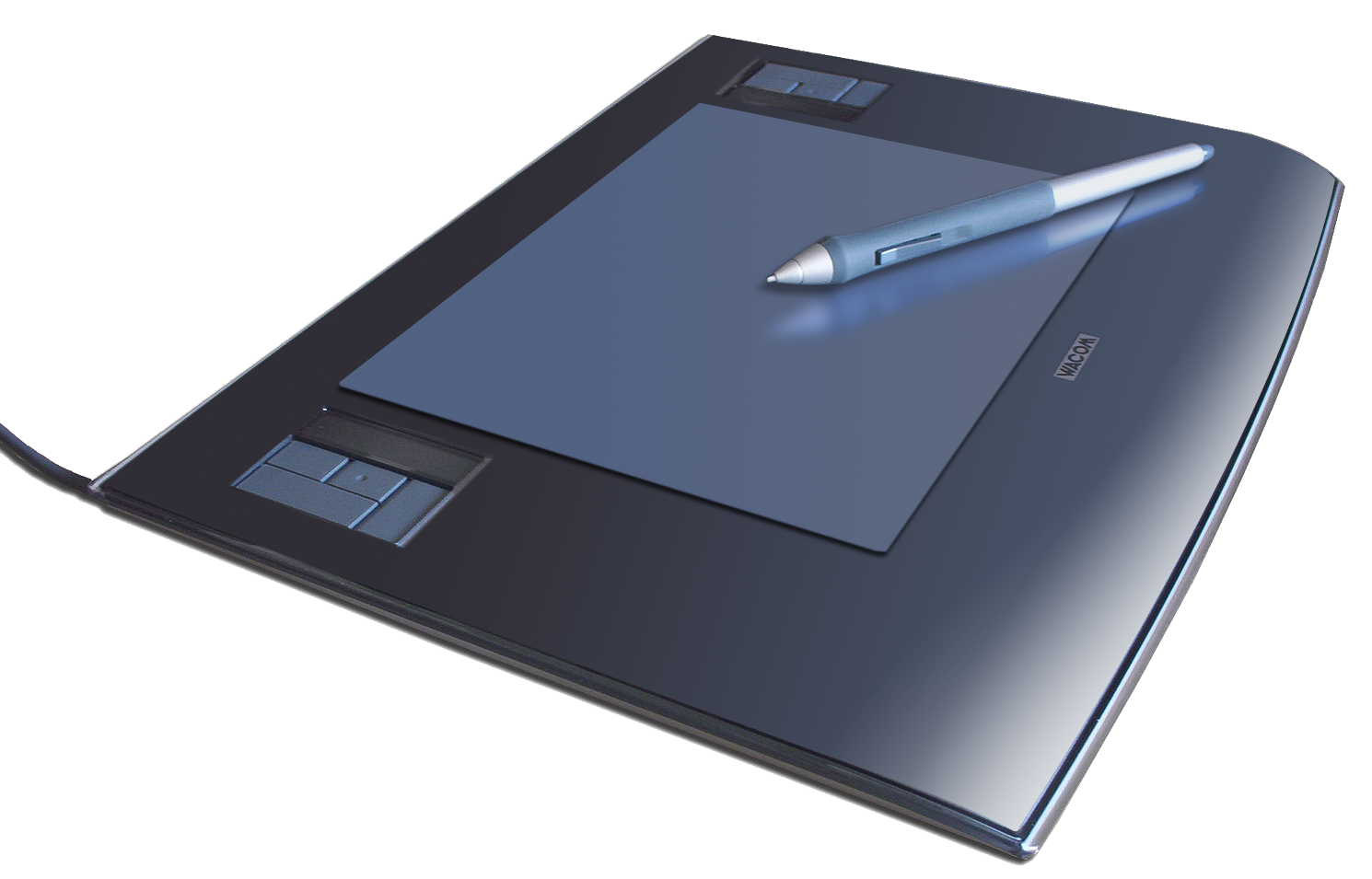
Tableta gráfica de Wacom.

Las tabletas digitalizadoras, debido a su interfaz basada en un lapicero y la habilidad de detectar presión, ángulo y otras propiedades del estilete y su interacción con la tableta, son utilizados ampliamente para crear gráficos por computadora, especialmente gráficos en dos dimensiones. De hecho, muchos paquetes de gráficos (por ejemplo GIMP, Corel Painter, Inkscape, Photoshop, Pixel image editor, Studio Artist, the Crosfield imaging system, Quantel Paintbox, y otros) son capaces de hacer uso de la presión, ángulo y la rotación modificando el tamaño del pincel, la forma, opacidad, color, u otros atributos basados en datos recibidos de la tableta digitalizadora.
En el Este de Asia, las tabletas digitalizadoras o pantallas táctiles, son usadas ampliamente en conjunto con software de edición de texto (IMEs) para escribir caracteres en Chino, Japonés o Coreano (CJK). Esta tecnología ofrece un método para interactuar con la computadora de una manera más natural que escribiendo en el teclado.
Las tabletas también son muy utilizadas para dibujo técnico y diseño asistido por computador, pues se puede poner una pieza de papel encima de ellas sin interferir con su función.
Algunos de los artistas que crean webcomics utilizan tabletas, por ejemplo Hawk en AppleGeeks o Jorge Cham de Piled Higher and Deeper utilizan tabletas digitalizadoras para dibujar sus creaciones en la computadora.
Por último, las tabletas digitalizadoras están ganando popularidad para reemplazar al ratón como dispositivo apuntador. Estas pueden resultar más intuitivas a algunos usuarios que el ratón, ya que la posición del lápiz en la tableta corresponde a la localización del puntero en la interfaz gráfica de usuario que se muestra en la pantalla de la computadora. Los artistas que utilizan el estilete para trabajar, dibujar y diseñar en la pantalla, por conveniencia también lo utilizan para interactuar con la IGU.
Las tabletas digitalizadoras están disponibles en varios tamaños y precios; las de tamaño A6 son las más baratas, siendo las de tamaño A3 mucho más caras. Las tabletas digitalizadoras actuales suelen conectarse a la computadora a través de la interfaz USB, algunas transfieren los datos a la computadora mediante Bluetooth u otros enlaces inalámbricos para mayor comodidad de uso sin cables.

### Solución para las lesiones
Los usuarios de las tabletas se ven menos afectados por lesiones en muñecas y brazos como consecuencia de movimientos repetitivos al usar el teclado y el ratón, debidas también en parte a que se adoptan malas posturas . También es indicado para personas que padecen síndrome del túnel carpiano.

## Dispositivos similares
Algunas pizarra interactivas operan de manera similar a las tabletas digitalizadoras, hay fabricantes que ofrecen paneles de alta resolución y tamaño hasta de 95 pulgadas. Las pizarras interactivas están extendidas en las escuelas de UK, US y México[cita requerida].
Las pantallas táctiles como las que se encuentran en algunos Tablet PCs y en la videoconsola Nintendo DS se utilizan de manera similar, pero en lugar de medir la señal electromagnética, utilizan una capa sensible a la presión sobre la superficie, de tal manera que no necesitan un lapicero o estilete especial para utilizarlas.
Otros dispositivos táctiles son de gran ayuda para personas ciegas o con problemas de visión. Por ejemplo, los alumnos pueden realizar sus ejercicios y aprender tocando una lámina situada sobre la superficie táctil, y obtienen retroalimentación audible de las acciones realizadas. El producto que utilice esta tecnología se denomina Tactile Talking Tablet o T3.